# Fataga
Fataga este o arie protejată (arie specială de conservare — SAC, sit de importanță comunitară — SCI) din Spania întinsă pe o suprafață de 2.725,9 ha, integral pe uscat.

## Localizare
Centrul sitului Fataga este situat la coordonatele 27°51′39″N 15°34′24″W / 27.8608°N 15.5734°V.

## Înființare
Situl Fataga a fost declarat sit de importanță comunitară în octombrie 1999 pentru a proteja 1 specie de plante. Situl a fost protejat și ca arie specială de conservare în ianuarie 2010.

## Biodiversitate
Situată în ecoregiunea , aria protejată conține 5 habitate naturale: Păduri de pin endemic canariene, Plantații de palmieri Phoenix, Pante stâncoase silicioase cu vegetație casmofită, Câmpuri de lavă și excavații naturale, Tufărișuri termo-mediteraneene și de pre-deșert.
La baza desemnării sitului se află o specie protejată de  plante: Teline rosmarinifolia.